# 嵐璃寛 (2代目)

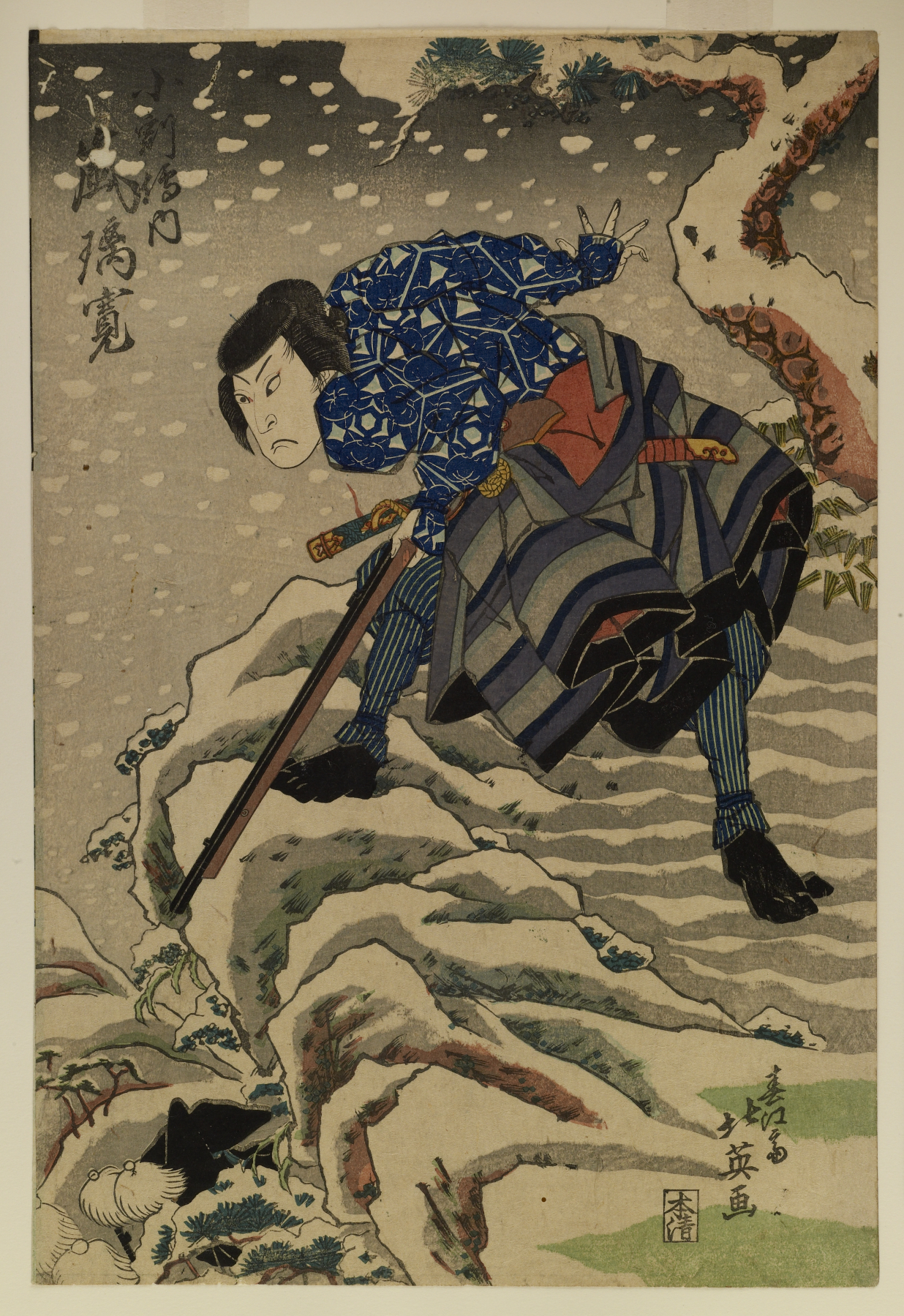
二代目嵐璃寛の小割伝内。天保3年（1832年）9月、大坂中の芝居『払暁浦朝霧』（ほのぼのとうらのあさぎり）より。春江斎北英画。

二代目 嵐璃寛（にだいめ あらし りかん、天明8年〈1788年〉 - 天保8年6月13日〈1837年7月15日〉）とは、江戸時代の歌舞伎役者。屋号は伊丹屋、俳名は里鶴・玉山・璃珏。

## 来歴
初代嵐猪三郎の門人で、寛政12年(1800年)、二代目嵐徳三郎を名乗り大坂の竹田芝居で初舞台。その後実力が認められて中芝居にも出演するようになる。文政2年(1819年)に嵐壽三郎と改名したが、すぐにもとの徳三郎に戻る。文政5年9月、二代目嵐橘三郎を襲名。文政11年(1828)8月に二代目嵐璃寛を襲名した。
当り役は『雁金五人男』の雁金文七、『八犬伝』の犬塚信乃など。背が低い割りに目が大きかったので、徳三郎の名から取って「目徳」のあだ名があった。時代物、世話物いずれもよくしたが特にじっと苦難に耐え忍ぶ辛抱立役に巧さを出し、最後の舞台では二代目尾上多見蔵と共演したとき、見物の受けを狙おうと動きすぎる多見蔵にくらべて璃寛はじっと腹で芝居をし、当時の評判記『役者ひめ飾』にも「ゑらいちがふたものじゃと一統かんしん（感心）しました」と書かれるほどであった。享年50。
天保8年6月に死去し本葬が7月3日に執り行われたが、そのときは角の芝居と中の芝居の関係者70人ほどが、揃いの橘の紋をあしらった帷子を着て警固し、ちょうど芝居も休みの時分だったので、門人や四代目中村歌右衛門をはじめとする人気役者たちが残らず参列した。それを見物しようと多くの野次馬が集まり、筆紙に述べがたい騒ぎだったという。門人に三代目嵐璃寛がいる。